# Sweet Sensation
Sweet Sensation är ett album av The Embassy som släpptes 2013 via deras eget skivbolag International. På albumet hör man tydligare än någonsin gruppens inspiration från acid house. Under den efterföljande turnén samarbetade bandet med ljuskonstnären Thomas Hämén. De hade tidigare experimenterat med ljus genom tända ljuset över publiken och släcka det på sig själva. 

## Låtlista
1. "Roundkick"
2. "Related Artist"
3. "International"
4. "Livin' Is Easy"
5. "Nightshift"
6. "I-D"
7. "It's Always A New Thing"
8. "U"
9. "Everything I Ever Wanted"